# غريغ موريسون (لاعب كرة قدم)
غريغ موريسون (بالإنجليزية: Greg Morrison)‏ هو لاعب كرة قدم بريطاني في مركز الهجوم، ولد في 19 فبراير 1998 في اسكتلندا في المملكة المتحدة. لعب مع نادي دمبرتون.

## وصلات خارجية
- غريغ موريسون على موقع قاعدة بيانات كرة القدم.إي يو (الإنجليزية)
- غريغ موريسون على موقع Soccerbase.com (لاعب) (الإنجليزية)
- غريغ موريسون على موقع Soccerway.com (الإنجليزية)